# روب بيترز
روب بيترز هو دراج بلجيكي، ولد في 2 يوليو 1985 في Geel ‏ في بلجيكا.

## وصلات خارجية
- روب بيترز على موقع الاتحاد الدولي للدراجات (الإنجليزية)
- روب بيترز على موقع أرشيف الدراجات (الإنجليزية)
- روب بيترز على موقع إحصائيات الدراجات الإحترافية (الإنجليزية)
- روب بيترز على موقع نسبة الدراجات (الإنجليزية)